# 柯蒂斯·汉森
柯蒂斯·汉森（英語：Curtis Lee Hanson，1945年3月24日—2016年9月20日）是一位美国电影导演、编剧和监制。他执导的主要作品有《推動搖籃的手》 (1992)、《驚濤駭浪》 (1994)、《洛城机密》 (1997)、《天才接班人》 (2000)、《街头痞子》 (2002)與《偷穿高跟鞋》 (2005)。

## 生平
汉森生于内华达州的Reno，成长于洛杉矶。母亲Beverly June (Curtis)是房地产经纪人，父亲 Wilbur Hale "Bill" Hanson是位教师。汉森在中学时辍学，成为电影杂志的自由摄影师和编辑。
他於2016年9月20日過世。

## 事业
1997年汉森执导并与Brian Helgeland联合编剧的《洛城机密》获得奥斯卡最佳影片、最佳导演等计9项提名，赢得最佳女配角和最佳改编剧本奖。此外，该片还赢得广播影评人协会最佳编剧、伦敦影评人协会年度导演、国家影评人协会最佳编剧和卫星奖最佳改编剧本。

## 电影作品
- Sweet Kill (1973)
- The Silent Partner (1978) (编剧、监制)
- The Little Dragons (1980)
- Losin' It (1983)
- The Children Of Times Square (1986) (TV)
- 臥窗/The Bedroom Window (1987)
- 惡師損友/Bad Influence (1990)
- 推動搖籃的手/The Hand that Rocks the Cradle (1992)
- 驚濤駭浪/The River Wild (1994)
- 洛城机密/L.A. Confidential (1997)
- 天才接班人/Wonder Boys' (2000)
- 街头痞子/8 Mile (2002)
- 偷穿高跟鞋/In Her Shoes (2005)
- 賭你愛上我/Lucky You (2007)
- 大到不能倒：金融海嘯真相/Too Big to Fail (2011)
- The Big Year (2011) (监制)
- 冲浪男人/Chasing Mavericks (2012) (与Michael Apted联合导演)